# Lozzolo
Lozzolo (Lòso [ˈlɔzʊ] in piemontese, localmente Lòsso [ˈlɔʃʊ]) è un comune italiano di 756 abitanti della provincia di Vercelli in Piemonte.

## Storia
Lozzolo, anticamente Loceno, ha origini prima dell’anno 1000. Collocato ai piedi delle prealpi iniziò il suo sviluppo socio-economico a partire dalla metà del secolo XIX.
Dagli inizi del ‘900 venne avviata un'importante attività estrattiva di caolino e feldspati che diedero un impulso all'economia locale. La tradizionale attività agricola, in modo particolare vitivinicola, ha sempre avuto un ruolo importante.
Tra i lozzolesi conosciuti merita di essere ricordato il pittore ed esperto d’arte Vittorio Avondo (1836-1910), il quale acquistò e restaurò il castello di Issogne (Valle d’Aosta) e lo donò poi allo Stato Italiano. Fu uno dei coordinatori alla progettazione della Rocca e Borgo medievale nel parco Valentino in Torino. Durante il suo soggiorno nel Castello di Lozzolo, lasciò evidenti segni della sua presenza e non mancò di essere munifico verso la comunità e la chiesa lozzolese.

### Simboli
Lo stemma comunale, concesso con decreto del presidente della Repubblica del 21 marzo 1997, si rappresenta d'azzurro, alla fede sostenente una croce latina di rosso, raggiante d'oro, accompagnata da due cornucopie, anch'esse d'oro, ricolme di frutti e di spighe e decussate in punta allo scudo. Il gonfalone è un drappo di bianco.

## Monumenti e luoghi d'interesse
- Castello: eretto tra il 1250 e il 1300; già dei conti Avogadro di Lozzolo, discendenti da Simone da Collobiano. Intorno alla metà del 1500 una parte passò ai principi Ferrero-Fieschi di Masserano e successivamente ai conti Tornielli-Rho, i quali assunsero il titolo di Conti di Lozzolo. A partire dal 1800 circa fu via-via acquistato da famiglie locali; in particolare, una parte di esso appartenne agli ascendenti del noto pittore Vittorio Avondo. Nel 1866 Avondo insieme ad altri suoi amici artisti, come il D'Andrade, affrescarono interamente "La Sala degli Amici": vero gioiello da visitare.
- Oratorio di San Rocco: edificato tra il 1635 e il 1640 dai sopravvissuti alla peste. Nel 1747, l'oratorio di San Rocco è condedicato a Sant'Antonio. Presenta un pronao neoclassico del XVIII secolo.
- Santuario della Madonna Annunziata: posto appena fuori dal centro abitato fu usato anche come lazzaretto. Edificato intorno alla metà del 1600, con la denominazione di Oratorio della B. V. d'Incesa.; al suo interno contiene ricchi affreschi. È ancora oggi, come nei secoli scorsi, luogo di intensa devozione.
- Chiesa di San Giorgio: edificata nel XIV secolo sulla preesistente cappella di S. Giorgio; già citata in atti del 1340. Contiene un pregevole altare in marmo del 1760 e significative opere pittoriche ottocentesche. È presente un organo del 1852 costruito da Amedeo Ramasco. Sul sagrato vi è una cappella che contiene un antico crocifisso ligneo.
- Oratorio dei Santi Sebastiano e Fabiano: citato nei verbali delle visite pastorali del sec. XVIII presenta affreschi datati 1847 del pittore Gerolamo Milanoli da Grignasco.
- Riserva naturale orientata delle Baragge

## Società

### Evoluzione demografica
Abitanti censiti

## Amministrazione

### Gemellaggi
- Castiglione d'Adda[senza fonte]